# Lịch sử hành chính Sóc Trăng
Sóc Trăng là tỉnh cũ ven biển ở Đồng bằng sông Cửu Long, phía bắc giáp tỉnh Hậu Giang, phía đông giáp tỉnh Trà Vinh, phía nam giáp Biển Đông và phía tây giáp tỉnh Bạc Liêu.

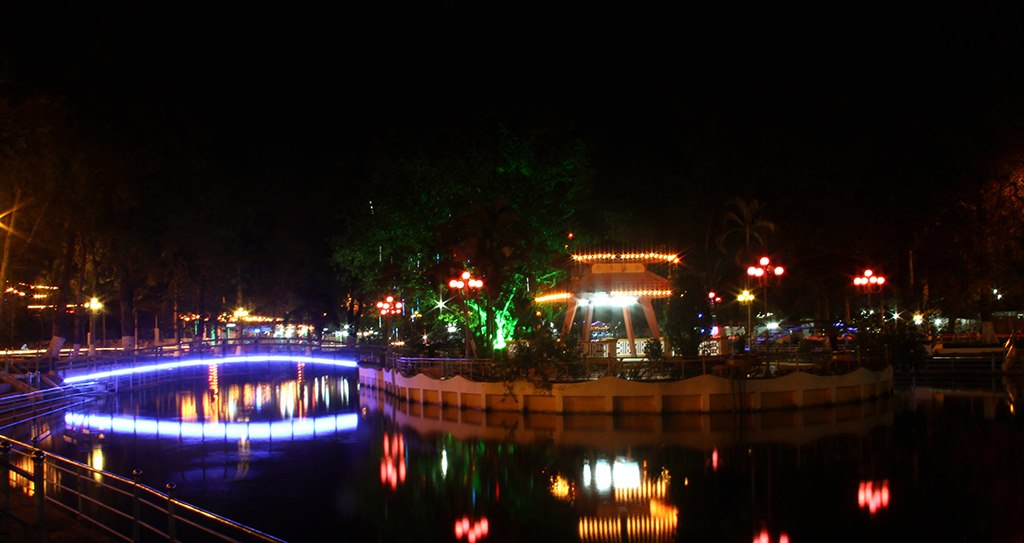
Hồ Nước Ngọt về đêm

## Trước năm 1975
Năm 1878, dân số của hạt Sóc Trăng là 56.877 người, gồm 11 tổng (trong đó 7 tổng người Khmer), 135 làng, 1 đồn Pháp (ở tỉnh lỵ), 4 đồn dân quân, 3 chợ, 5 trạm, 1 trường sơ cấp.
Ngày 18 tháng 4 năm 1893, Toàn quyền Đông Dương ban hành Nghị định về việc thành lập làng Mỹ Xuyên trên cơ sở 3 làng: Hòa Mỹ, Vĩnh Xuyên, Thạnh Lợi (bao gồm cả chợ Bãi Xàu).
Năm 1894, dân số hạt Sóc Trăng là 67.217 người.
Năm 1897, toàn tỉnh Sóc Trăng được chia thành 9 tổng:
- Tổng Định Chí có 12 làng: An Ca, An Nô, Châu Khánh, Châu Thạnh, Hưng Ngôn, Hưng Thạnh, Hưng Thới, Tài Công, Tân Hội, Tân Lịch, Thạnh Thới, Mỹ Xuyên.
- Tổng Định Hòa có 12 làng: An Thạnh Nhứt, An Thạnh Nhì, An Bình, Đại Ngãi, Hậu Thạnh, Khả Phú, Đại Đức, Long Hưng, Phú Hữu, Phụng Sơn, Phụng Tường, Thái Bình.
- Tổng Định Khánh có 16 làng: An Lạc Tây, An Lạc Thôn, An Nghiệp, An Mỹ, Ba Trinh, Đại An, Kế Sách, Xuân Hòa, Khả Phú Tây, Mỹ Hội, Nhơn Mỹ, Ninh Thới, Phong Nẫm, Phú Nổ, Thế Nghiệp, Trường Kế.
- Tổng Định Mỹ có 10 làng: Bang Long, Đại Hữu, Đào Viên, Hội Bình, Lịch Hội Trung, Lịch Hội Thượng, Phú Đức, Tú Điềm, Tá Liêu, Quán Ân.
- Tổng Nhiêu Hòa có 7 làng: Cần Giờ, Châu Tâm, Hòa Đức, Phú Ninh, Tham Đôn, Tài Sum, Trà Tâm.
- Tổng Nhiêu Khánh có 9 làng: An Tập, Chung Đôn, Ôi Lôi, Lai Tâm, Khánh Hưng, Nhâm Lăng, Phước Lai, Sung Đinh, Văn Trật.
- Tổng Nhiêu Mỹ có 7 làng: Bố Liêng, Hòa Hương, Thuận Hòa, Thiện Mỹ, Thiện Hòa, Tâm Sóc, Tạ Ân.
- Tổng Nhiêu Phú có 6 làng: Lâm Gia, Phong Lập, Tá Biên, Tâm Lật, Thị Phùng, Sô La
- Tổng Thạch An có 14 làng: Châu Hưng, Châu Thới, Đào Viên Tây, Gia Hòa, Hòa Tú, Lâm Kiết, Mỹ Phước, Lịch Trà, Mỹ Tú, Nhu Gia, Phú Giao, Phú Lộc, Tuân Tức, Xa Mau.

Ngày 20 tháng 12 năm 1899, Toàn quyền Đông Dương ban hành Nghị định về việc đổi tên gọi tiểu khu (arrondissement) hay tham biện là đơn vị hành chính ở Nam Kỳ thành tỉnh (province), đổi tên đại lý thành quận quy định kể từ ngày 1 tháng 1 năm 1900 và phân chia thành 3 miền: miền Đông, miền Trung, miền Tây với gồm 20 tỉnh. Theo đó:
- Thành lập tỉnh Sóc Trăng trên cơ sở đổi tên hạt tham biện Sóc Trăng.

Năm 1900, dân số tỉnh Sóc Trăng có khoảng 105.000 người.
Năm 1904, tỉnh Sóc Trăng có 10 tổng và 93 làng (trừ làng Quảng Ân, tổng Định Mỹ và làng Văn Trật, tổng Nhiêu Khánh không thấy có số liệu dân số) là 152.912 người.
| Dân số của 10 tổng, 93 làng ở Sóc Trăng vào cuối thế kỷ XIX | Dân số của 10 tổng, 93 làng ở Sóc Trăng vào cuối thế kỷ XIX | Dân số của 10 tổng, 93 làng ở Sóc Trăng vào cuối thế kỷ XIX | Dân số của 10 tổng, 93 làng ở Sóc Trăng vào cuối thế kỷ XIX |
| STT                                                         | Tổng                                                        | Số làng                                                     | Dân số (người)                                              |
| ----------------------------------------------------------- | ----------------------------------------------------------- | ----------------------------------------------------------- | ----------------------------------------------------------- |
| 1                                                           | Định Chí                                                    | 13                                                          | 19.630                                                      |
| 1                                                           | Định Chí                                                    | 1. An Ca                                                    | 1.903                                                       |
| 1                                                           | Định Chí                                                    | 2. An Nô                                                    | 978                                                         |
| 1                                                           | Định Chí                                                    | 3. Chắc Văn                                                 | 1.562                                                       |
| 1                                                           | Định Chí                                                    | 4. Châu Khánh                                               | 1.280                                                       |
| 1                                                           | Định Chí                                                    | 5. Châu Thạnh                                               | 269                                                         |
| 1                                                           | Định Chí                                                    | 6. Hưng Ngôn                                                | 895                                                         |
| 1                                                           | Định Chí                                                    | 7. Hưng Thạnh                                               | 1.460                                                       |
| 1                                                           | Định Chí                                                    | 8. Hưng Thới                                                | 579                                                         |
| 1                                                           | Định Chí                                                    | 9. Mỹ Xuyên                                                 | 5.392                                                       |
| 1                                                           | Định Chí                                                    | 10. Tài Công                                                | 2.086                                                       |
| 1                                                           | Định Chí                                                    | 11. Tân Hội                                                 | 883                                                         |
| 1                                                           | Định Chí                                                    | 12. Tân Lịch                                                | 1.734                                                       |
| 1                                                           | Định Chí                                                    | 13. Thạnh Thới                                              | 609                                                         |
| 2                                                           | Định Hòa                                                    | 11                                                          | 11.693                                                      |
| 2                                                           | Định Hòa                                                    | An Thạnh Nhứt                                               |                                                             |
| 2                                                           | Định Hòa                                                    | An Thạnh Nhì                                                |                                                             |
| 2                                                           | Định Hòa                                                    | An Bình                                                     |                                                             |
| 2                                                           | Định Hòa                                                    | Đại Ngãi                                                    |                                                             |
| 2                                                           | Định Hòa                                                    | Hậu Thạnh                                                   |                                                             |
| 2                                                           | Định Hòa                                                    | Khả Phú                                                     |                                                             |
| 2                                                           | Định Hòa                                                    | Đại Đức                                                     |                                                             |
| 2                                                           | Định Hòa                                                    | Long Hưng                                                   |                                                             |
| 2                                                           | Định Hòa                                                    | Phú Hữu                                                     |                                                             |
| 2                                                           | Định Hòa                                                    | Phụng Sơn                                                   |                                                             |
| 2                                                           | Định Hòa                                                    | Phụng Tường                                                 |                                                             |
| 2                                                           | Định Hòa                                                    | Thái Bình                                                   |                                                             |
| 3                                                           | Định Khánh                                                  | 16                                                          | 25.737                                                      |
| 3                                                           | Định Khánh                                                  | 1. Ba Trinh                                                 | 3.009                                                       |
| 3                                                           | Định Khánh                                                  | 2. Kế Sách                                                  | 4.179                                                       |
| 3                                                           | Định Khánh                                                  | 3. Xuân Hòa                                                 | 3.265                                                       |
| 4                                                           | Định Mỹ                                                     | 10                                                          | 19.328                                                      |
| 4                                                           | Định Mỹ                                                     | 1. Bang Long                                                | 3.772                                                       |
| 4                                                           | Định Mỹ                                                     | 2. Đại Hữu                                                  |                                                             |
| 4                                                           | Định Mỹ                                                     | 3. Đào Viên                                                 |                                                             |
| 4                                                           | Định Mỹ                                                     | 4. Hội Bình                                                 |                                                             |
| 4                                                           | Định Mỹ                                                     | 5. Lịch Hội Thượng                                          | 5.312                                                       |
| 4                                                           | Định Mỹ                                                     | 6. Lịch Hội Trung                                           | 5.312                                                       |
| 4                                                           | Định Mỹ                                                     | 7. Phú Đức                                                  |                                                             |
| 4                                                           | Định Mỹ                                                     | 8. Quán Ân                                                  |                                                             |
| 4                                                           | Định Mỹ                                                     | 9. Tá Liêu                                                  |                                                             |
| 4                                                           | Định Mỹ                                                     | 10. Tú Điềm                                                 |                                                             |
| 5                                                           | Nhiêu Hòa                                                   | 7                                                           | 8.862                                                       |
| 6                                                           | Nhiêu Khánh                                                 | 9                                                           | 12.504                                                      |
| 6                                                           | Nhiêu Khánh                                                 | 1. Khánh Hưng                                               | 2.823                                                       |
| 7                                                           | Nhiêu Mỹ                                                    | 7                                                           | 12.662                                                      |
| 7                                                           | Nhiêu Mỹ                                                    | 1. Thuận Hòa                                                | 5.818                                                       |
| 8                                                           | Nhiêu Phú                                                   | 6                                                           | 5.923                                                       |
| 9                                                           | Thạnh An                                                    | 7                                                           | 22.241                                                      |
| 9                                                           | Thạnh An                                                    | 1. Hòa Tú                                                   | 7.090                                                       |
| 10                                                          | Thạnh Lợi                                                   | 7                                                           | 14.332                                                      |
| Tổng số                                                     | Tổng số                                                     | 93                                                          | 152.912                                                     |

Năm 1909, dân số tỉnh Sóc Trăng có 128.475 người.
Năm 1931, dân số tỉnh Sóc Trăng là 206.000 người.
Năm 1936, dân số tỉnh Sóc Trăng là 202.502 người.
| Dân số của 12 tổng, 56 làng ở tỉnh Sóc Trăng năm 1936 | Dân số của 12 tổng, 56 làng ở tỉnh Sóc Trăng năm 1936 | Dân số của 12 tổng, 56 làng ở tỉnh Sóc Trăng năm 1936 | Dân số của 12 tổng, 56 làng ở tỉnh Sóc Trăng năm 1936 |
| STT                                                   | Tổng                                                  | Số làng                                               | Dân số (người)                                        |
| ----------------------------------------------------- | ----------------------------------------------------- | ----------------------------------------------------- | ----------------------------------------------------- |
| 1                                                     | Định Chí                                              | 4                                                     | 18.500                                                |
| 2                                                     | Định Hòa                                              | 6                                                     | 12.800                                                |
| 3                                                     | Định Khánh                                            | 4                                                     | 22.300                                                |
| 4                                                     | Định Mỹ                                               | 5                                                     | 14.300                                                |
| 5                                                     | Định Phước                                            | 4                                                     | 20.000                                                |
| 6                                                     | Định Tường                                            | 6                                                     | 14.000                                                |
| 7                                                     | Nhiêu Hòa                                             | 5                                                     | 8.500                                                 |
| 8                                                     | Nhiêu Khánh                                           | 7                                                     | 24.000                                                |
| 9                                                     | Nhiêu Mỹ                                              | 4                                                     | 11.000                                                |
| 10                                                    | Nhiêu Phú                                             | 3                                                     | 6.000                                                 |
| 11                                                    | Thạnh An                                              | 4                                                     | 5.200                                                 |
| 12                                                    | Thạnh Lợi                                             | 4                                                     | 6.000                                                 |
| Tổng số                                               | Tổng số                                               | 56                                                    | 163.600                                               |

Năm 1939, tỉnh Sóc Trăng có 3 quận:
Quận Châu Thành có 6 tổng với 27 làng:
- Tổng Nhiêu Khánh có 7 làng: An Ninh, Chung Đôn, Khánh Hưng, Mỹ Xuyên, Nhâm Lăng, Phước Tâm, Trường Khánh
- Tổng Nhiêu Hòa có 5 làng: Hòa Thuận, Hòa Tâm, Tài Sum, Tham Đôn, Hòa Tú
- Tổng Nhiêu Mỹ có 4 làng: Thiện Mỹ, Thuận Hòa, Thiện Hương, Thuận Hưng
- Tổng Nhiêu Phú có 3 làng: Phú Mỹ, Thạnh Phú, Thạnh Quới
- Tổng Thạnh An có 4 làng: Châu Hưng, Châu Thới, Gia Hòa, Thạnh Trị
- Tổng Thạnh Lợi có 4 làng: Lâm Kiết, Mỹ Phước, Mỹ Tú, Tuân Tức

Quận Kế Sách có 3 tổng với 16 làng:
- Tổng Định Khánh có 4 làng: Kế An, Nhơn Mỹ, Phú Nổ, Khả Phú Mỹ
- Tổng Định Hòa có 6 làng: Đại Ngãi, Hậu Thạnh, Long Đức, Phú An, Phú Hựu, Song Phụng
- Tổng Định Tường có 6 làng: An Lạc Tây, An Lạc Thôn, Ba Trinh, Phong Nẫm, Xuân Hòa, Thới An Hội

Quận Long Phú có 3 tổng với 12 làng:
- Tổng Định Chí có 4 làng: Châu Khánh, Tài Văn, Tân Thạnh, Thạnh Thới An
- Tổng Định Mỹ có 5 làng: An Thạnh Nhứt, An Thạnh Nhì, Đại Ân, Tân Hưng, Long Phú
- Tổng Định Phước có 7 làng: Liêu Tú, Trung Bình, Viên An, Lịch Hội Thượng, Lịch Hội Trung, Quản Ân, Tá Liêu.

Ngày 15 tháng 2 năm 1955, Thủ hiến Nam Việt của chính quyền Quốc gia Việt Nam (tiền thân của Việt Nam Cộng hòa) ban hành Nghị định số 417-HCSV về việc tạm sáp nhập vùng Chắc Băng và quận An Biên thuộc tỉnh Rạch Giá vào tỉnh Sóc Trăng.
Ngày 24 tháng 5 năm 1955, Thủ hiến Nam Việt của chính quyền Quốc gia Việt Nam (tiền thân của Việt Nam Cộng hòa) ban hành Nghị định số 4104-HCSV về việc sáp nhập ba quận An Biên, Phước Long và Chắc Băng để thành lập đặc khu An Phước thuộc tỉnh Sóc Trăng, nhưng không lâu sau lại cho giải thể đặc khu này. Sau đó, quận An Biên và vùng Chắc Băng lại trở về thuộc tỉnh Rạch Giá như cũ.
Ngày 22 tháng 10 năm 1956, Tổng thống Việt Nam Cộng hòa Ngô Đình Diệm ban hành Sắc lệnh số 143-NV về việc:
- Thành lập tỉnh Ba Xuyên trên cơ sở hợp nhất tỉnh Sóc Trăng và tỉnh Bạc Liêu.
- Tỉnh lỵ đặt tại Sóc Trăng nhưng lúc này đổi tên thành Khánh Hưng.

Cuối năm 1957, Liên Tỉnh ủy miền Tây ban hành Quyết định về việc:
- Giao các huyện Giá Rai, Vĩnh Lọi, Vĩnh Châu, Hồng Dân và thị xã Bạc Liêu về tỉnh Sóc Trăng.
- Sáp nhập hai huyện Vĩnh Lợi, Vĩnh Châu thành một huyện Vĩnh Lợi – Vĩnh Châu).

Tỉnh Sóc Trăng có 2 thị xã và 7 huyện, dân số tăng từ 480.000 người lên 750.000 người.
Năm 1958, Tỉnh ủy Sóc Trăng sáp nhập huyện Kế Sách vào tỉnh Cần Thơ.
Tháng 5 năm 1962, Tỉnh ủy Sóc Trăng ban hành Quyết định về việc:
- Chia huyện Vĩnh Lợi – Vĩnh Châu thành hai huyện Vĩnh Lợi và Vĩnh Châu.
- Thành lập các thị trấn (đơn vị cơ sở tương đương cấp xã).[12]

Ngày 8 tháng 9 năm 1964, Thủ tướng chính quyền mới của Việt Nam Cộng hòa ban hành Sắc lệnh số 254-NV (quy định kể từ ngày 1 tháng 10 năm 1964) về việc:
- Tái lập tỉnh Bạc Liêu trên cơ sở tách các quận Vĩnh Lợi, Giá Rai, Vĩnh Châu của tỉnh Ba Xuyên và quận Phước Long của tỉnh Chương Thiện.

Năm 1965, dân số tỉnh Sóc Trăng (bao gồm dân số của 6 quận: Kế Sách, Lịch Hội Thượng, Long Phú, Mỹ Xuyên, Thạnh Trị, Thuận Hòa thuộc tỉnh Ba Xuyên và dân số quận Vĩnh Châu thuộc tỉnh Bạc Liêu cộng gộp lại) là 424.649 người.
| Dân số tỉnh Sóc Trăng năm 1965 | Dân số tỉnh Sóc Trăng năm 1965 | Dân số tỉnh Sóc Trăng năm 1965 | Dân số tỉnh Sóc Trăng năm 1965 | Dân số tỉnh Sóc Trăng năm 1965 |
| STT                            | Quận                           | Số xã                          | Số ấp                          | Dân số (người)                 |
| ------------------------------ | ------------------------------ | ------------------------------ | ------------------------------ | ------------------------------ |
| 1                              | Kế Sách                        | 11                             | 75                             | 61.721                         |
| 2                              | Lịch Hội Thượng                | 4                              | 26                             | 30.128                         |
| 3                              | Long Phú                       | 12                             | 84                             | 51.216                         |
| 4                              | Mỹ Xuyên                       | 9                              | 91                             | 112.423                        |
| 5                              | Thạnh Trị                      | 10                             | 98                             | 61.247                         |
| 6                              | Thuận Hòa                      | 7                              | 54                             | 57.591                         |
| 7                              | Vĩnh Châu                      | 5                              | 38                             | 50.323                         |
| Tổng cộng                      | Tổng cộng                      | 58                             | 66                             | 424.649                        |

Năm 1971, tỉnh Sóc Trăng có 8 quận: Mỹ Xuyên, Long Phú, Thuận Hòa, Kế Sách, Thạnh Trị, Lịch Hội Thượng, Ngã Năm, Hòa Tú với dân số là 414.981 người (chưa tính dân số của quận Vĩnh Châu thuộc tỉnh Bạc Liêu).
| Dân số ở tỉnh Sóc Trăng (tỉnh Ba Xuyên) năm 1971 | Dân số ở tỉnh Sóc Trăng (tỉnh Ba Xuyên) năm 1971 | Dân số ở tỉnh Sóc Trăng (tỉnh Ba Xuyên) năm 1971 |
| STT                                              | Quận                                             | Dân số (người)                                   |
| ------------------------------------------------ | ------------------------------------------------ | ------------------------------------------------ |
| 1                                                | Hòa Tú                                           | 10.074                                           |
| 2                                                | Kế Sách                                          | 76.735                                           |
| 3                                                | Lịch Hội Thượng                                  | 33.372                                           |
| 4                                                | Long Phú                                         | 53.949                                           |
| 5                                                | Mỹ Xuyên                                         | 124.718                                          |
| 6                                                | Ngã Năm                                          | 28.727                                           |
| 7                                                | Thạnh Trị                                        | 47.159                                           |
| 8                                                | Thuận Hòa                                        | 40.247                                           |
| Tổng cộng                                        | Tổng cộng                                        | 414.981                                          |

Năm 1972, dân số tỉnh Sóc Trăng (bao gồm dân số của 8 quận: Hòa Tú, Kế Sách, Lịch Hội Thượng, Long Phú, Ngã Năm, Mỹ Xuyên, Thạnh Trị, Thuận Hòa thuộc tỉnh Ba Xuyên và dân số quận Vĩnh Châu thuộc tỉnh Bạc Liêu cộng gộp lại) là 527.456 người.
Năm 1975, dân số tỉnh Sóc Trăng là 768.784 người.

## Tỉnh Hậu Giang: tồn tại đến ngày 26 tháng 12 năm 1991

### Năm 1977: Quyết định 330-CP ngày 15 tháng 12
- Quyết định 330-CP[21] ngày 15 tháng 12 năm 1977 của Hội đồng Chính phủ về việc hợp nhất huyện Long Mỹ và thị xã Vị Thanh tỉnh Hậu Giang thành huyện Long Mỹ:

thị xã Vị Thanh, huyện Long Mỹ
1. Nay phê chuẩn việc hợp nhất huyện Long Mỹ và thị xã Vị Thanh thuộc tỉnh Hậu Giang thành một đơn vị hành chính lấy tên là huyện Long Mỹ thuộc tỉnh Hậu Giang.
2. Thị xã Vị Thanh chuyển xuống thành thị trấn Vị Thanh thuộc huyện Long Mỹ, tỉnh Hậu Giang.

### Năm 1978: Quyết định 273-CP ngày 23 tháng 10
huyện Long Mỹ
- Quyết định 273-CP[22] ngày 23 tháng 10 năm 1978 của Hội đồng Chính phủ về việc thành lập xã Vị Tân thuộc huyện Long Mỹ, tỉnh Hậu Giang và xác định địa giới của thị trấn Vị Thanh, thuộc huyện Long Mỹ:

1. Địa giới của xã Vị Tân ở phía Bắc giáp xã Hòa Thuận (huyện Giồng Riềng, tỉnh Kiên Giang); phía Đông giáp xã Vị Thủy; phía Tây giáp xã Vĩnh Hòa Hưng (huyện Gò Quao, tỉnh Kiên Giang); phía Nam giáp thị trấn Vị Thanh.
2. Địa giới của thị trấn Vị Thanh ở phía Bắc và phía Tây giáp xã Vị Tân; phía Đông giáp xã Vị Thủy; phía Nam giáp xã Vĩnh Thuận Đông.

### Năm 1979: Quyết định 174-CP ngày 21 tháng 4
- Quyết định 174-CP[23] ngày 21 tháng 4 năm 1979 của Hội đồng Chính phủ điều chỉnh địa giới xã thuộc thành phố Cần Thơ và các huyện Long Mỹ, Thạnh Trị, Kế Sách tỉnh Hậu Giang:

huyện Long Mỹ
1. Chia xã Vĩnh Thuận Đông thành hai xã lấy tên là xã Vĩnh Thuận Đông và xã Vĩnh Thuận Tây.
2. Chia xã Thuận Hưng thành hai xã lấy tên là xã Thuận Hưng và xã Thuận Hòa.
3. Chia xã Hỏa Lựu thành hai xã lấy tên là xã Hỏa Lựu và xã Hỏa Tiến.
4. Chia xã Long Phú thành hai xã lấy tên là xã Long Phú và xã Tân Phú.
5. Chia xã Vĩnh Viễn thành hai xã lấy tên là xã Vĩnh Viễn và xã Vĩnh Lập.
6. Chia xã Long Bình thành hai xã lấy tên là xã Long Bình và xã Long Hòa.
7. Chia xã Vị Tân thành hai xã lấy tên là xã Vị Tân và xã Vị Đông.
8. Sáp nhập ấp 8 của xã Thuận Hưng và ấp 9 của xã Long Trị cũ vào thị trấn Long Mỹ.

huyện Thạnh Trị
1. Chia xã Vĩnh Quới thành hai xã lấy tên là xã Vĩnh Quới và xã Vĩnh Biên.
2. Chia xã Tuân Tức thành hai xã lấy tên là xã Tuân Tức và xã Thạnh Cường.
3. Chia xã Vĩnh Lợi thành hai xã lấy tên là xã Vĩnh Lợi và xã Vĩnh Tân.
4. Chia xã Mỹ Quới thành ba xã lấy tên là xã Mỹ Quới, xã Lê Hoàng Chu và xã Mai Thanh Thế.
5. Chia xã Châu Hưng thành hai xã lấy tên là xã Châu Hưng và xã Nam Quang.
6. Chia xã Tân Long thành hai xã lấy tên là xã Tân Long và xã Dân Hòa.

huyện Kế Sách
1. Chia xã Ba Trinh thành hai xã lấy tên là xã Ba Trinh và xã Trịnh Phú.
2. Chia xã Kế An thành hai xã lấy tên là xã Kế An và xã Kế Thành.

huyện Phụng Hiệp
1. Chia xã Hòa An thành ba xã lấy tên là xã Hòa An, xã Hòa Lợi và xã Hòa Lộc.
2. Chia xã Tân Bình thành ba xã lấy tên là xã Tân Bình, xã Bình Chánh và xã Bình Thành.
3. Chia xã Hiệp Hưng thành hai xã lấy tên là xã Hiệp Hưng và xã Hưng Điền.

thành phố Cần Thơ
1. Chia phường An Lạc thành hai phường lấy tên là phường Tân An và phường An Lạc.
2. Chia phường An Cư thành hai phường lấy tên là phường An Hội và phường An Cư.
3. Chia phường An Nghiệp thành hai phường lấy tên là phường An Phú và phường An Nghiệp.
4. Sáp nhập khóm 1 của phường An Hòa vào phường Cái Khế.
5. Chia phường Cái Khế thành hai phường lấy tên là phường Thới Bình và phường Cái Khế.
6. Chia phường Bình Thủy thành hai phường lấy tên là phường Bình Thủy và phường An Thới (gồm cả Cồn Sơn).
7. Chia phường Thạnh Phú thành hai đơn vị lấy tên là phường Hưng Phú và xã Hưng Thạnh.
8. Chia phường Hưng Lợi thành hai phường lấy tên là phường Xuân Khánh và phường Hưng Lợi.
9. Chia xã Long Tuyền thành hai xã lấy tên là xã Long Hòa và xã Long Tuyền.

thành phố Cần Thơ, huyện Châu Thành
1. Sáp nhập xã Mỹ Khánh, xã Giai Xuân và ấp Thới Thuận, ấp Thới Hòa, ấp Thới Ngươn của xã Thới An Đông thuộc huyện Châu Thành vào thành phố Cần Thơ.

### Năm 1981: Quyết định 70-HĐBT ngày 15 tháng 9
- Quyết định 70-HĐBT[24] ngày 15 tháng 9 năm 1981 của Hội đồng Bộ trưởng chia xã để thành lập xã mới thuộc tỉnh Hậu Giang:

huyện Thốt Nốt
1. Chia xã Thạnh An thành hai xã lấy tên là xã Thạnh An và xã Thạnh Thắng.

huyện Châu Thành, Hậu Giang
1. Chia xã Phú Hữu thành ba xã lấy tên là xã Phú Hữu, xã Phú Hòa và xã Phú Tân.
2. Chia xã Đông Phước thành ba xã lấy tên là xã Đông Phước, xã Đông Sơn và xã Đông An.
3. Chia xã Nhơn Nghĩa thành hai xã lấy tên là xã Nhơn Nghĩa và xã Nhơn Hòa.
4. Chia xã Trường Long Tây thành ba xã lấy tên là xã Trường Lộc, xã Trường Hưng và xã Trường Bình.
5. Chia xã Tân Hòa thành hai xã lấy tên là xã Tân Hòa và xã Tân Thuận.

huyện Vĩnh Châu
1. Chia xã Lai Hòa thành bốn xã lấy tên là xã Lai Hòa, xã Hòa Hải, xã Hòa Phước và xã Hòa Điền.
2. Chia xã Vĩnh Phước thành bảy xã lấy tên là xã Vĩnh Phước, xã Vĩnh Tân, xã Vĩnh Thành, xã Vĩnh Tiến, xã Vĩnh Bình, xã Vĩnh Hiệp và xã Vĩnh Tỉnh.
3. Chia xã Khánh Hòa thành bốn xã lấy tên là xã Khánh Hòa, xã Châu Khánh, xã Hòa Khởi và xã Hòa Đông.
4. Chia xã Lạc Hòa thành hai xã lấy tên là xã Lạc Hòa và xã Hòa Thanh.
5. Chia xã Vĩnh Châu thành bốn xã lấy tên là xã Vĩnh Châu, xã Vĩnh Khánh, xã Vĩnh Hải và xã Vĩnh Hòa.

huyện Long Mỹ
1. Chia xã Vị Thủy thành ba xã lấy tên là xã Vị Thủy, xã Vị Thắng và xã Vị Lợi.
2. Chia xã Vĩnh Tường thành ba xã lấy tên là xã Vĩnh Tường, Vĩnh Trung và xã Vĩnh Hiếu.
3. Chia xã Vị Thanh thành ba xã lấy tên là xã Vị Thanh, xã Vị Xuân và xã Vị Bình.
4. Chia xã Long Trị thành hai xã lấy tên là xã Long Trị và xã Long Tân.
5. Chia xã Xà Phiên thành hai xã lấy tên là xã Xà Phiên và xã Tân Thành.
6. Chia xã Lương Tâm thành hai xã lấy tên là xã Lương Tâm và xã Lương Nghĩa.

### Năm 1981: Quyết định 119-HĐBT ngày 26 tháng 10
huyện Long Mỹ, huyện Mỹ Thanh
- Quyết định 119-HĐBT[25] ngày 26 tháng 10 năm 1983 của Hội đồng Bộ trưởng về việc tách huyện Long Mỹ thành hai huyện Long Mỹ và Mỹ Thanh thuộc tỉnh Hậu Giang:

1. Huyện Long Mỹ gồm có các xã Lương Nghĩa, Lương Tân, Vĩnh Viễn, Tân Thành, Vĩnh Thuận Đông, Thuận Hưng, Xã Phiên, Vị Thắng, Long Hoà, Thuận Hoà, Long Bình, Long Trị, Long Tân, Long Phú, Tân Phú và thị trấn Long Mỹ. Trụ sở huyện đóng tại thị trấn Long Mỹ.
2. Huyện Mỹ Thanh gồm có các xã Hỏa Tiến, Vĩnh Lập, Hỏa Lựu, Vị Tân, Vĩnh Thuận Tây, Vị Đông, Vị Xuân, Vị Bình, Vị Thanh, Vị Lợi, Vĩnh Trung, Vĩnh Tường, Vĩnh Hiếu, Vị Thủy và thị trấn Vị Thanh. Trụ sở huyện đóng tại thị trấn Vị Thanh.

### Năm 1982: Quyết định 64-HĐBT ngày 06 tháng 4
huyện Mỹ Thanh, huyện Vị Thanh
- Quyết định 64-HĐBT[26] ngày 06 tháng 4 năm 1982 của Hội đồng Bộ trưởng về việc đổi tên huyện Mỹ Thanh thành huyện Vị Thanh thuộc tỉnh Hậu Giang.

### Năm 1982: Quyết định 111-HĐBT ngày 07 tháng 7
- Quyết định 111-HĐBT[27] ngày 07 tháng 7 năm 1982 của Hội đồng Bộ trưởng về việc phân vạch địa giới xã thuộc tỉnh Hậu Giang:

huyện Mỹ Xuyên
1. Chia xã Thạnh Quới thành hai xã lấy tên là xã Thạnh Quới và xã Thạnh Hưng.
2. Chia xã Thạnh Phú thành hai xã lấy tên là xã Thạnh Phú và xã Thạnh Lợi.
3. Chia xã Đại Tâm thành hai xã lấy tên là xã Đại Tâm và xã Đại Trí.
4. Chia xã Tham Đôn thành hai xã lấy tên là xã Tham Đôn 1 và xã Tham Đôn 2.
5. Chia xã Tài Văn thành hai xã lấy tên là xã Tài Văn và xã Tài Chương.
6. Chia xã Gia Hòa thành hai xã lấy tên là xã Gia Hòa Tây và xã Gia Hòa Đông.
7. Chia xã Viên An thanh ba xã lấy tên là xã Viên An, xã Viên Bình và xã Viên Hòa.
8. Chia xã Ngọc Tố thành ba xã lấy tên là xã Ngọc Tố, xã Ngọc Đông và xã Ngọc Anh.
9. Chia xã Hòa Tú thành ba xã lấy tên là xã Hòa Tú, xã Hòa Phú và xã Hòa Đức.
10. Chia xã Thạnh Thới An thành 4 xã lấy tên là xã Thạnh Thới An, và xã Thạnh Thới Thuận, xã Thạnh Thới Hòa và xã Thạnh Thới Bình.

huyện Thạnh Trị
1. Chia xã Lâm Kiết thành hai xã lấy tên là xã Lâm Kiết và xã Lâm Tân.
2. Chia xã Thạnh Trị thành hai xã lấy tên là xã Thạnh Trị và xã Thạnh Tân.

### Năm 1983: Quyết định 21-HĐBT ngày 28 tháng 3
- Quyết định 21-HĐBT[28] ngày 28 tháng 3 năm 1983 của Hội đồng Bộ trưởng về việc phân vạch địa giới xã thuộc tỉnh Hậu Giang:

huyện Thốt Nốt
1. Chia xã Trung An thành hai xã lấy tên là xã Trung An và xã Trung Hưng.
2. Chia xã Thạnh Quới thành hai xã lấy tên là xã Thạnh Qưới và Thạnh Lộc.
3. Chia xã Trung Nhứt thành hai xã lấy tên là xã Trung Nhứt và xã Trung Kiên.

huyện Ô Môn
1. Thành lập xã Đông Hiệp gồm ấp Thới Hiệp của xã Thới Đông và một phần của ấp Thới Hữu thuộc xã Thới Lai cùng huyện đưa sang.
2. Chia xã Thới Đông thành năm xã lấy tên là xã Thới Đông, xã Thới Xuân, xã Thới Phước, xã Đông Bình và xã Đông Thuận.
3. Chia xã Thới Lai thành năm xã lấy tên là xã Thới Lai, xã Thới Hòa, xã Thới Khương Ninh, xã Thới Khương Bình và xã Thới Hữu.
4. Chia xã Trường Xuân thành năm xã lấy tên là xã Trường Xuân, xã Xuân Mai, xã Xuân Bình, xã Xuân Đại và xã Xuân Thắng.
5. Tách ấp Định Khánh A và một phần ấp Định Khánh B của xã Định Môn để sáp nhập vào xã Trường Thành cùng huyện.
6. Chia xã Trường Thành thành ba xã lấy tên là xã Trường Thành, xã Trường Tân và xã Trường An.
7. Tách ấp Thới Hòa C của xã Thới Thạnh để sáp nhập vào xã Thới Long cùng huyện.
8. Chia xã Thới Long thành hai xã lấy tên là xã Thới Long và xã Thới Hưng.
9. Tách ấp Định Phước của xã Định Môn để sáp nhập vào xã Thới Thạnh cùng huyện.
10. Chia xã Thới Thạnh thành hai xã lấy tên là xã Thới Thạnh và xã Tân Thạnh.
11. Tách ấp Thới Phong của xã Thới An để sáp nhập vào xã Phước Thới cùng huyện.
12. Chia xã Phước Thới thành hai xã lấy tên là xã Phước Thới và xã Phước An.

huyện Phụng Hiệp
1. Thành lập xã Quyết Thắng gồm 720 hécta đất của xã Hiệp Hưng và 290 hécta đất của xã Hưng Điền cùng huyện.
2. Chia xã Phụng Hiệp thành hai xã lấy tên là xã Phụng Hiệp và xã Hiệp Lợi.
3. Chia xã Thạnh Hòa thành hai xã lấy tên là xã Thạnh Hòa và xã Tầm Vu.
4. Chia xã Long Thạnh thành ba xã lấy tên là xã Long Thạnh, xã Tân Long và xã Thạnh Long.
5. Chia xã Đại Thành thành hai xã lấy tên là xã Đại Thành và xã Tân Thành.
6. Chia xã Hòa Mỹ thành ba xã lấy tên là xã Hòa Mỹ, xã Hòa Hiệp và xã Hòa Thuận.

### Năm 1988: Quyết định 192-HĐBT ngày 23 tháng 12
- Quyết định 192-HĐBT ngày 23 tháng 12 năm 1988 của Hội đồng Bộ trưởng về việc phân vạch địa giới một số xã thuộc huyện Mỹ Tú:

huyện Mỹ Tú
1. Tách đất các xã Long Hưng, An Ninh, Hồ Đắc Kiện, Mỹ Hương thành lập một xã lấy tên là xã Thiện Mỹ.
2. Chia xã Hồ Đắc Kiện thành hai xã lấy tên là xã Hồ Đắc Kiện và xã Thuận Hòa.
3. Chia xã Long Hưng thành hai xã lấy tên là xã Long Hưng và xã Hưng Phú.
4. Chia xã An Ninh thành hai xã lấy tên là xã An Ninh và xã An Hiệp.
5. Tách đất các xã Mỹ Phước, Phú Mỹ, Thuận Hưng thành lập một xã lấy tên là xã Mỹ Thuận.
6. Chia xã Phú Tâm thành hai xã lấy tên là xã Phú Tâm và Phú Tân.

### Năm 1989: Quyết định 128-HĐBT ngày 16 tháng 9
- Quyết định 128-HĐBT[29] ngày 16 tháng 9 năm 1989 của Hội đồng Bộ trưởng về việc phân vạch, điều chỉnh địa giới một số xã thuộc các huyện Châu Thành, Mỹ Xuyên, Ô Môn, Phụng Hiệp, Thốt Nốt, Vị Thanh, Vĩnh Châu:

huyện Châu Thành
1. Hợp nhất xã Thường Thạnh và xã Thường Thạnh Đông thành một xã lấy tên là xã Đông Thạnh.
2. Hợp nhất xã Phú Hữu, xã Phú Hòa và xã Phú Tân thành một xã lấy tên là xã Phú Hữu.
3. Hợp nhất xã Đông Phước, xã Đông Sơn và xã Đông An thành một xã lấy tên là xã Đông Phước.
4. Hợp nhất xã Nhơn Nghĩa và xã Nhơn Hòa thành một xã lấy tên là xã Nhơn Nghĩa.
5. Hợp nhất xã Trường Lộc, xã Trường Hưng và xã Trường Bình thành một xã lấy tên là xã Trường Long Tây.

huyện Mỹ Xuyên
1. Hợp nhất xã Thạnh Qưới và xã Thạnh Hưng thành một xã lấy tên là xã Thạnh Qưới.
2. Hợp nhất xã Thạnh Phú và xã xã Thạnh Lợi thành một xã lấy tên là xã Thạnh Phú.
3. Hợp nhất xã Đại Tâm và xã Đại Trí thành một xã lấy tên là xã Đại Tâm.
4. Hợp nhất xã Tham Đôn 1 và xã Tham Đôn 2 thành một xã lấy tên là xã Tham Đôn.
5. Hợp nhất xã Tài Văn và xã Tài Chương thành một xã lấy tên là xã Tài Văn.
6. Giải thể xã Gia Hòa Đông và xã Gia Hòa Tây để thành lập hai xã lấy tên là xã Gia Hòa 1 và xã Gia Hòa 2.
7. Giải thể xã Viên Hòa, nhập địa bàn vào xã Viên An và xã Viên Bình.
8. Giải thể xã Ngọc Anh, nhập địa bàn vào xã Ngọc Tố và xã Ngọc Đông.
9. Giải thể xã Hòa Tú, xã Hòa Phú và xã Hòa Đức để thành lập xã Hòa Tú 1 và xã Hòa Tú 2.
10. Hợp nhất xã Thạnh Thới An và xã Thạnh Thới Hòa thành một xã lấy tên là xã Thạnh Thới An.
11. Hợp nhất xã Thạnh Thới Thuận và xã Thạnh Thới Bình thành một xã lấy tên là xã Thạnh Thới Thuận.

huyện Ô Môn
1. Hợp nhất xã Thới Lai, xã Thới Hòa, xã Thới Khương Ninh, xã Thới Khương Bình và xã Thới Hữu thành một xã lấy tên là xã Thới Lai.
2. Hợp nhất xã Xuân Mai và xã Xuân Bình thành một xã lấy tên là xã Xuân Bình.
3. Hợp nhất xã Xuân Đại và xã Xuân Thắng thành một xã lấy tên là xã Xuân Thắng.
4. Tách ấp Định Khánh A và một phần ấp Định Khánh B của xã Định Môn để sáp nhập vào xã Trường Thành cùng huyện.
5. Hợp nhất ba xã Trường Thành, xã Trường Tân và xã Trường An thành một xã lấy tên là xã Trường Thành.
6. Hợp nhất xã Thới Long và xã Thới Hưng thành một xã lấy tên là xã Thới Long.
7. Hợp nhất xã Thới Thạnh và xã Tân Thạnh thành một xã lấy tên là xã Thới Thạnh.
8. Hợp nhất xã Phước Thới và xã Phước An thành một xã lấy tên là xã Phước Thới.

huyện Phụng Hiệp
1. Hợp nhất xã Bình Chánh và xã Bình Thành thành một xã lấy tên là xã Bình Thành.
2. Hợp nhất xã Phụng Hiệp và xã Hiệp Lợi thành một xã lấy tên là xã Hiệp Lợi.
3. Hợp nhất xã Thạnh Hòa và xã Tầm Vu thành một xã lấy tên là xã Thạnh Hòa.
4. Hợp nhất xã Tân Long và xã Thạnh Long thành một xã lấy tên là xã Tân Long.
5. Hợp nhất xã Hòa Mỹ, xã Hòa Hiệp và xã Hòa Thuận thành một xã lấy tên là xã Hòa Mỹ.

huyện Thạnh Trị
1. Hợp nhất xã Tuân Tức và xã Thạnh Cường thành một xã lấy tên là xã Thạnh Cường.
2. Hợp nhất xã Vĩnh Tân và xã Vĩnh Lợi thành một xã lấy tên là xã Vĩnh Tân.
3. Hợp nhất xã Mỹ Qưới, xã Lê Hoàng Chu và xã Mai Thanh Thế thành một xã lấy tên là xã Mỹ Qưới.
4. Hợp nhất xã Châu Hưng và xã Nam Quang thành một xã lấy tên là xã Châu Hưng.
5. Hợp nhất xã Tân Long và xã Dân Hòa thành một xã lấy tên là xã Tân Long.

huyện Thốt Nốt
1. Hợp nhất xã Trung Kiên và xã Trung Nhứt thành một xã lấy tên là xã Trung Nhứt.

huyện Vị Thanh
1. Giải thể xã Vị Lợi, nhập địa bàn vào xã Vị Thủy, xã Vị Xuân và xã Vĩnh Hiếu.

huyện Vĩnh Châu
1. Hợp nhất xã Hòa Hải, xã Hòa Phước và xã Hòa Điền thành một xã lấy tên là xã Hòa Hải.
2. Hợp nhất xã Vĩnh Thành và xã Vĩnh Tân thành một xã lấy tên là xã Vĩnh Tân.
3. Hợp nhất xã Vĩnh Bình và xã Vĩnh Tiến thành một xã lấy tên là xã Vĩnh Tiến.
4. Hợp nhất xã Vĩnh Tỉnh và xã Vĩnh Hiệp thành một xã lấy tên là xã Vĩnh Hiệp.
5. Hợp nhất xã Khánh Hòa và xã Châu Khánh thành một xã lấy tên là xã Khánh Hòa.
6. Hợp nhất xã Hòa Khởi và xã Hòa Đông thành một xã lấy tên là xã Hòa Đông.

### Năm 1990: Quyết định 547/QĐ-TCCP ngày 07 tháng 12
- Quyết định 547/QĐ-TCCP[30] ngày 07 tháng 12 năm 1990 của Ban Tổ chức Chính phủ về việc điều chỉnh địa giới một số xã thuộc các huyện Phụng Hiệp và Vĩnh Châu:

huyện Phụng Hiệp
1. Sáp nhập xã Tân Long vào xã Long Thạnh.
2. Sáp nhập xã Bình Thành vào xã Tân Bình.
3. Sáp nhập xã Hưng Điền vào xã Hiệp Hưng.

huyện Vĩnh Châu
1. Giải thể xã Hòa Hải, nhập địa bàn vào xã Lai Hòa và xã Vĩnh Tân.
2. Giải thể xã Vĩnh Tiến, nhập địa bàn vào xã Vĩnh Phước và xã Vĩnh Hiệp.
3. Giải thể xã Hòa Thanh, nhập địa bàn vào xã Khánh Hòa và xã Hòa Đông.

### Năm 1991: Quyết định 36/QĐ-TCCP ngày 28 tháng 1
- Quyết định 36/QĐ-TCCP[31] ngày 28 tháng 1 năm 1991 của Ban Tổ chức Chính phủ về việc điều chỉnh địa giới một số xã thuộc các huyện Long Mỹ và Vị Thanh.

huyện Long Mỹ
1. Sáp nhập xã Thuận Hòa vào xã Thuận Hưng.
2. Sáp nhập xã Tân Phú vào xã Long Phú.
3. Sáp nhập xã Long Hòa vào xã Long Bình.
4. Sáp nhập xã Long Tân vào xã Long Trị.
5. Sáp nhập xã Tân Thành vào xã Xà Phiên.
6. Sáp nhập xã Lương Nghĩa vào xã Lương Tâm.

huyện Vị Thanh
1. Sáp nhập xã Vị Xuân vào xã Vị Đông.
2. Sáp nhập xã Vị Bình vào xã Vị Thanh.

### Năm 1991: Quyết định 364/QĐ-TCCP ngày 02 tháng 8
huyện Vị Thanh
- Quyết định 364/QĐ-TCCP[32] ngày 02 tháng 8 năm 1991 của Ban Tổ chức Chính phủ về việc điều chỉnh địa giới xã thuộc huyện Vị Thanh:

1. Giải thể xã Vĩnh Hiếu, nhập địa bàn vào các xã Vĩnh Tường, Vĩnh Trung.

### Năm 1991: Quyết định ngày 21 tháng 12
huyện Ô Môn
- Quyết định ngày 21 tháng 12 năm 1991 của Ban Tổ chức Chính phủ về việc điều chỉnh địa giới một số xã thuộc huyện Ô Môn:

1. Giải thể xã Đông Hiệp, nhập địa bàn vào xã Thới Đông và xã Thới Lai.
2. Sáp nhập xã Thới Xuân vào xã Thới Đông.
3. Sáp nhập xã Đông Bình vào xã Đông Thuận.
4. Sáp nhập xã Xuân Bình vào xã Trường Xuân.

## Thành lập tỉnh Sóc Trăng

### Năm 1991: Nghị quyết ngày 26 tháng 12
Nghị quyết ngày 26 tháng 12 năm 1991 của Quốc hội về việc chia tỉnh Hậu Giang thành 2 tỉnh là tỉnh Cần Thơ và tỉnh Sóc Trăng:
Tỉnh Cần Thơ
- Tỉnh Cần Thơ có 7 đơn vị hành chính gồm: Thành phố Cần Thơ và 6 huyện: Châu Thành, Long Mỹ, Ô Môn, Phụng Hiệp, Thốt Nốt, Vị Thanh với diện tích tự nhiên 3.022,30 km², dân số là 1.614.350 người.
- Tỉnh lỵ: Thành phố Cần Thơ.

Tỉnh Sóc Trăng
- Tỉnh Sóc Trăng có 7 đơn vị hành chính gồm: Thị xã Sóc Trăng và 6 huyện: Kế Sách, Long Phú, Mỹ Tú, Mỹ Xuyên, Thạnh Trị, Vĩnh Châu với diện tích tự nhiên 3.138,67 km² và dân số là 1.067.167 người.
- Tỉnh lỵ: Thị xã Sóc Trăng.

### Năm 1995: Nghị định số 70-CP ngày 30 tháng 10 năm 1995
Nghị định số 70-CP ngày 30 tháng 10 năm 1995 của Chính phủ về việc điều chỉnh địa giới hành chính các huyện Mỹ Tú, Long Phú, Mỹ Xuyên để mở rộng địa giới hành chính thị xã Sóc Trăng và thành lập các phường thuộc thị xã Sóc Trăng:
thị xã Sóc Trăng
1. Sáp nhập 416,63 ha diện tích tự nhiên và 2.873 nhân khẩu của xã Đại Tâm thuộc huyện Mỹ Xuyên; 256,6 ha diện tích tự nhiên và 1.788 nhân khẩu của xã Tân Thạnh thuộc huyện Long Phú; 742,63 diện tích tự nhiên và 5.103 nhân khẩu của xã An Hiệp, An Ninh, Phú Mỹ thuộc huyện Mỹ Tú vào thị xã Sóc Trăng.
2. Thành lập các phường thuộc thị xã Sóc Trăng:
  1. Thành lập Phường 7 thuộc thị xã Sóc Trăng trên cơ sở 282,49 ha diện tích tự nhiên và 2.545 nhân khẩu của xã An Hiệp; 440,07 ha diện tích tự nhiên và 2.364 nhân khẩu của xã An Ninh thuộc huyện Mỹ Tú. Phường 7 có diện tích tự nhiên là 722,56 ha và 4.909 nhân khẩu.
  2. Thành lập Phường 8 thuộc thị xã Sóc Trăng trên cơ sở 644,83 ha diện tích tự nhiên và 10.198 nhân khẩu thuộc các khóm 1, 2, 3, 4, 10 của Phường 5, thị xã Sóc Trăng; 256,6 ha diện tích tự nhiên và 1.788 nhân khẩu của xã Tân Thạnh, huyện Long Phú. Phường 8 có diện tích tự nhiên là 901,43 ha và 11.986 nhân khẩu.
  3. Thành lập Phường 9 thuộc thị xã Sóc Trăng trên cơ sở 508,57 ha diện tích tự nhiên và 8.610 nhân khẩu của Phường 4, thị xã Sóc Trăng.
  4. Thành lập Phường 10 thuộc thị xã Sóc Trăng trên cơ sở 124,4 ha diện tích tự nhiên và 48 nhân khẩu của Phường 3, thị xã Sóc Trăng; 416,63 ha diện tích tự nhiên và 2.873 nhân khẩu của xã Đại Tâm, huyện Mỹ Xuyên. Phường 10 có diện tích tự nhiên: 514,03 ha và 2.921 nhân khẩu.
3. Huyện Mỹ Xuyên còn lại 50.315,37 ha diện tích tự nhiên và 182.882 nhân khẩu.
4. Huyện Long Phú còn lại 64.949,4 ha diện tích tự nhiên và 228.220 nhân khẩu.
5. Huyện Mỹ Tú còn lại 54.047 ha diện tích tự nhiên và 189.437 nhân khẩu.

### Năm 2002: Nghị định số 04/2002/NĐ-CP ngày 11 tháng 1
Nghị định số 04/2002/NĐ-CP ngày 11 tháng 1 năm 2002 của Chính phủ về việc điều chỉnh địa giới hành chính huyện Long Phú lập Cù Lao Dung thành lập xã thị trấn thuộc huyện Cù Lao Dung, tỉnh Sóc Trăng:
huyện Long Phú, huyện Cù Lao Dung
1. Thành lập huyện Cù Lao Dung trên cơ sở 23.606,29 ha diện tích tự nhiên và 58.031 nhân khẩu của các xã An Thạnh 1, An Thạnh 2, An Thạnh 3 và Đại Ân 1 thuộc huyện Long Phú.
2. Thành lập xã An Thạnh Tây trên cơ sở 1.759,55 ha diện tích tự nhiên và 4.620 nhân khẩu của xã An Thạnh 1.
3. Thành lập thị trấn Cù Lao Dung (thị trấn huyện lỵ) trên cơ sở 905,7 ha diện tích tự nhiên và 5.148 nhân khẩu của xã An Thạnh 2.
4. Thành lập xã An Thạnh Đông trên cơ sở 4.195,84 ha diện tích tự nhiên và 9.159 nhân khẩu của xã An Thạnh 2.
5. Thành lập xã An Thạnh Nam trên cơ sở 2.721,1 ha diện tích tự nhiên và 5.509 nhân khẩu của xã An Thạnh 3.

- Sau khi điều chỉnh địa giới hành chính thành lập huyện Cù Lao Dung:

1. Huyện Cù Lao Dung có 23.606,29 ha diện tích tự nhiên và 58.031 nhân khẩu; có 8 đơn vị hành chính gồm các xã: An Thạnh 1, An Thạnh 2, An Thạnh 3, Đại Ân 1, An Thạnh Tây, An Thạnh Đông, An Thạnh Nam và thị trấn Cù Lao Dung.
2. Huyện Long Phú còn lại 45.529,53 ha diện tích tự nhiên và 171.289 nhân khẩu, có 15 đơn vị hành chính trực thuộc gồm các xã: Long Phú, Song Phụng, Đại Ngãi, Hậu Thạnh, Trường Khánh, Long Đức, Phú Hữu, Châu Khánh, Tân Hưng, Tân Thạnh, Đại Ân 2, Trung Bình, Liêu Tú, Lịch Hội Thượng và thị trấn Long Phú.

### Năm 2003: Nghị định số 31/2003/NĐ-CP ngày 1 tháng 4
Nghị định số 31/2003/NĐ-CP ngày 1 tháng 4 năm 2003 của Chính phủ về việc điều chỉnh địa giới hành chính thành lập xã thuộc huyện Thạnh Trị:
huyện Thạnh Trị
1. Thành lập xã Vĩnh Thành trên cơ sở 2.562,47 ha diện tích tự nhiên và 4.795 nhân khẩu của xã Vĩnh Lợi.
2. Thành lập xã Long Bình trên cơ sở 2.963 ha diện tích tự nhiên và 7.812 nhân khẩu của xã Tân Long.
3. Thành lập xã Mỹ Bình trên cơ sở 2.107 ha diện tích tự nhiên và 4.925 nhân khẩu của xã Mỹ Quới.

### Năm 2003: Nghị định số 127/2003/NĐ-CP ngày 31 tháng 10
Nghị định số 127/2003/NĐ-CP ngày 12 tháng 5 năm 2003 của Chính phủ về việc thành lập huyện Ngã Năm thuộc tỉnh Sóc Trăng:
huyện Thạnh Trị, huyện
Ngã Năm
1. Thành lập huyện Ngã Năm trên cơ sở 24.196,81 ha diện tích tự nhiên và 77.056 nhân khẩu của huyện Thạnh Trị.
2. Huyện Ngã Năm có 24.196,81 ha diện tích tự nhiên và 77.056 nhân khẩu, có 8 đơn vị hành chính trực thuộc gồm các xã: Tân Long, Long Bình, Mỹ Quới, Mỹ Bình, Long Tân, Vĩnh Quới, Vĩnh Biên và thị trấn Ngã Năm.
3. Địa giới hành chính huyện Ngã Năm: Đông giáp các huyện Mỹ Tú, Thạnh Trị; Tây và Nam giáp tỉnh Bạc Liêu; Bắc giáp tỉnh Cần Thơ.
4. Sau khi điều chỉnh địa giới hành chính thành lập huyện Ngã Năm, huyện Thạnh Trị còn lại 28.817,42 ha diện tích tự nhiên và 84.444 nhân khẩu, có 9 đơn vị hành chính trực thuộc gồm các xã: Thạnh Trị, Thạnh Tân, Lâm Kiết, Lâm Tân, Tuân Tức, Châu Hưng, Vĩnh Lợi, Vĩnh Thành và thị trấn Phú Lộc.

### Năm 2007: Nghị định số 22/2007/NĐ-CP ngày 08 tháng 2
Nghị định số 22/2007/NĐ-CP ngày 08 tháng 2 năm 2007 của Chính phủ về việc thành lập thành phố Sóc Trăng thuộc tỉnh Sóc Trăng:
thành phố Sóc Trăng
1. Thành lập thành phố Sóc Trăng thuộc tỉnh Sóc Trăng trên cơ sở toàn bộ diện tích tự nhiên, dân số và các đơn vị hành chính trực thuộc của thị xã Sóc Trăng.
2. Thành phố Sóc Trăng có 7.615,22 ha diện tích tự nhiên và 173.922 nhân khẩu, có 10 đơn vị hành chính trực thuộc, gồm các phường: 1, 2, 3, 4, 5, 6, 7, 8, 9, 10.
3. Địa giới hành chính thành phố Sóc Trăng: phía Đông giáp huyện Long Phú; phía Tây giáp huyện Mỹ Tú; phía Nam giáp huyện Mỹ Xuyên, phía Bắc giáp các huyện Long Phú và Mỹ Tú, tỉnh Sóc Trăng.
4. Tỉnh Sóc Trăng có 9 đơn vị hành chính cấp huyện, gồm các huyện: Cù Lao Dung, Kế Sách, Long Phú, Mỹ Tú, Mỹ Xuyên, Ngã Năm, Thạnh Trị, Vĩnh Châu và thành phố Sóc Trăng.

### Năm 2008: Nghị định số 02/NĐ-CP ngày 24 tháng 9
Nghị định số 02/NĐ-CP ngày 24 tháng 9 năm 2008 của Chính phủ điều chỉnh địa giới hành chính xã để thành lập thị trấn thuộc huyện Mỹ Tú thành lập huyện Châu Thành, tỉnh Sóc Trăng:
huyện Mỹ Tú
1. Thành lập thị trấn Châu Thành thuộc huyện Mỹ Tú trên cơ sở điều chỉnh 603,80 ha diện tích tự nhiên và 6.984 nhân khẩu của xã Thuận Hòa; 165 ha diện tích tự nhiên và 1.608 nhân khẩu của xã Hồ Đắc Kiện.
2. Thị trấn Châu Thành có 768,80 ha diện tích tự nhiên và 8.592 nhân khẩu.
3. Địa giới hành chính thị trấn Châu Thành: Đông giáp các xã Phú Tân, Phú Tâm; Tây giáp xã Hồ Đắc Kiện; Nam giáp xã Thuận Hòa; Bắc giáp xã Phú Tâm.

huyện Mỹ Tú, huyện Châu Thành
1. Thành lập huyện Châu Thành thuộc tỉnh Sóc Trăng trên cơ sở điều chỉnh 23.632,43 ha diện tích tự nhiên và 103.518 nhân khẩu của huyện Mỹ Tú (bao gồm toàn bộ diện tích tự nhiên và nhân khẩu của các xã: Thuận Hòa, Hồ Đắc Kiện, An Ninh, An Hiệp, Phú Tân, Phú Tâm, Thiện Mỹ và thị trấn Châu Thành).
2. Địa giới hành chính huyện Châu Thành: Đông giáp thành phố Sóc Trăng và các huyện Long Phú, Kế Sách; Tây giáp huyện Phụng Hiệp, thị xã Ngã Bảy, tỉnh Hậu Giang; Nam giáp huyện Mỹ Tú; Bắc giáp huyện Kế Sách và thị xã Ngã Bảy, tỉnh Hậu Giang.

- Sau khi điều chỉnh địa giới hành chính:

1. Xã Thuận Hòa thuộc huyện Châu Thành còn lại 1.844,85 ha diện tích tự nhiên và 8.053 nhân khẩu.
2. Xã Hồ Đắc Kiện thuộc huyện Châu Thành còn lại 4.756,30 ha diện tích tự nhiên và 14.186 nhân khẩu.
3. Huyện Mỹ Tú còn lại 36.815,56 ha diện tích tự nhiên và 111.647 nhân khẩu, có 9 đơn vị hành chính trực thuộc, bao gồm: thị trấn Huỳnh Hữu Nghĩa và các xã: Mỹ Tú, Mỹ Hương, Mỹ Phước, Mỹ Thuận, Hưng Phú, Long Hưng, Phú Mỹ, Thuận Hưng.
4. Tỉnh Sóc Trăng có 331.176,29 ha diện tích tự nhiên và 1.302.562 nhân khẩu, có 10 đơn vị hành chính trực thuộc, bao gồm các huyện: Cù Lao Dung, Kế Sách, Long Phú, Mỹ Tú, Mỹ Xuyên, Thạnh Trị, Ngã Năm, Vĩnh Châu, Châu Thành, thành phố Sóc Trăng.

### Năm 2009: Nghị quyết số 64/NQ-CP ngày 23 tháng 12
Nghị quyết số 64/NQ-CP ngày 23 tháng 12 năm 2009 của Chính phủ về việc điều chỉnh địa giới hành chính các xã tỉnh Sóc Trăng:
huyện Long Phú
1. Thành lập thị trấn Lịch Hội Thượng thuộc huyện Long Phú trên cơ sở điều chỉnh 2.078,80 ha diện tích tự nhiên và 13.231 nhân khẩu của xã Lịch Hội Thượng.
2. Thành lập thị trấn Trần Đề trên cơ sở điều chỉnh 1.163,03 ha diện tích tự nhiên và 11.915 nhân khẩu của xã Trung Bình; 719,60 ha diện tích tự nhiên và 2.220 nhân khẩu của xã Đại Ân 2.

huyện Thạnh Trị
1. Thành lập thị trấn Hưng Lợi trên cơ sở điều chỉnh 1.947,19 ha diện tích tự nhiên và 11.901 nhân khẩu của xã Châu Hưng.

huyện Long Phú, huyện Mỹ Xuyên, huyện Trần Đề
1. Thành lập huyện Trần Đề trên cơ sở điều chỉnh 18.978,39 ha diện tích tự nhiên và 75.046 nhân khẩu của huyện Long Phú (bao gồm toàn bộ diện tích tự nhiên và dân số của 2 thị trấn: Lịch Hội Thượng, Trần Đề và các xã: Lịch Hội Thượng, Trung Bình, Đại Ân 2, Liêu Tú); 18.897,59 ha diện tích tự nhiên và 55.031 nhân khẩu của huyện Mỹ Xuyên (bao gồm toàn bộ diện tích tự nhiên và dân số của các xã: Thạnh Thới An, Thạnh Thới Thuận, Tài Văn, Viên An, Viên Bình).
2. Địa giới hành chính huyện Trần Đề: Đông giáp huyện Cù Lao Dung; Tây giáp huyện Mỹ Xuyên; Nam giáp huyện Vĩnh Châu; Bắc giáp huyện Long Phú và thành phố Sóc Trăng, tỉnh Sóc Trăng.

- Sau khi điều chỉnh địa giới hành chính:

1. Xã Lịch Hội Thượng còn lại 2.827,53 ha diện tích tự nhiên và 7.814 nhân khẩu;
2. Xã Trung Bình còn lại 4.296,30 ha diện tích tự nhiên và 14.712 nhân khẩu;
3. Xã Đại Ân 2 còn lại 2.837,26 ha diện tích tự nhiên và 11.660 nhân khẩu;
4. Huyện Long Phú còn lại 26.372,12 ha diện tích tự nhiên và 110.952 nhân khẩu; có 11 đơn vị hành chính trực thuộc, bao gồm thị trấn Long Phú và các xã: Long Phú, Tân Hưng, Tân Thạnh, Trường Khánh, Hậu Thạnh, Đại Ngãi, Song Phụng, Long Đức, Châu Khánh, Phú Hữu.
5. Huyện Mỹ Xuyên còn lại 37.095,15 ha diện tích tự nhiên và 150.003 nhân khẩu; có 11 đơn vị hành chính trực thuộc, bao gồm thị trấn Mỹ Xuyên và các xã: Đại Tâm, Tham Đôn, Thạnh Phú, Ngọc Đông, Thạnh Quới, Hòa Tú 1, Gia Hòa 1, Gia Hòa 2, Ngọc Tố, Hòa Tú II.
6. Xã Châu Hưng còn lại 2.883,57 ha diện tích tự nhiên và 6.211 nhân khẩu.
7. Huyện Thạnh Trị có 28.759,96 ha diện tích tự nhiên và 89.091 nhân khẩu, có 10 đơn vị hành chính trực thuộc, bao gồm các xã: Thạnh Trị, Lâm Tân, Lâm Kiết, Thạnh Tân, Vĩnh Thành, Vĩnh Lợi, Tuân Tức, Châu Hưng và các thị trấn: Phú Lộc, Hưng Lợi.
8. Tỉnh Sóc Trăng có 331.176,29 ha diện tích tự nhiên và 1.295.064 nhân khẩu; có 11 đơn vị hành chính trực thuộc, gồm các huyện: Cù Lao Dung, Kế Sách, Long Phú, Mỹ Tú, Mỹ Xuyên, Thạnh Trị, Ngã Năm, Vĩnh Châu, Châu Thành, Trần Đề và thành phố Sóc Trăng.

### Năm 2011: Nghị quyết số 90/NQ-CP ngày 25 tháng 8
Nghị quyết số 90/NQ-CP ngày 25 tháng 8 năm 2011 của Chính phủ về việc thành lập thị xã Vĩnh Châu, thành lập phường thuộc thị xã Vĩnh Châu và thị trấn Đại Ngãi thuộc huyện Long Phú, tỉnh Sóc Trăng:
thị xã Vĩnh Châu
1. Thành lập thị xã Vĩnh Châu thuộc tỉnh Sóc Trăng trên cơ sở toàn bộ 47.339,48 ha diện tích tự nhiên và 163.918 nhân khẩu của huyện Vĩnh Châu.
2. Thành lập Phường 1 thuộc thị xã Vĩnh Châu trên cơ sở toàn bộ 1.344,41 ha diện tích tự nhiên và 20.358 nhân khẩu của thị trấn Vĩnh Châu.
3. Thành lập Phường 2 thuộc thị xã Vĩnh Châu trên cơ sở toàn bộ 4.470,84 ha diện tích tự nhiên và 22.175 nhân khẩu của xã Vĩnh Châu.
4. Thành lập phường Vĩnh Phước thuộc thị xã Vĩnh Châu trên cơ sở toàn bộ 5.103,74 ha diện tích tự nhiên và 23.311 nhân khẩu của xã Vĩnh Phước.
5. Thành lập phường Khánh Hòa thuộc thị xã Vĩnh Châu trên cơ sở toàn bộ 4.590,84 ha diện tích tự nhiên và 10.475 nhân khẩu của xã Khánh Hòa.
6. Thị xã Vĩnh Châu có 47.339,48 ha diện tích tự nhiên và 163.918 nhân khẩu; có 10 đơn vị hành chính trực thuộc, gồm: phường 1, phường 2, phường Vĩnh Phước, phường Khánh Hòa và các xã: Lai Hòa, Vĩnh Tân, Vĩnh Hiệp, Hòa Đông, Lạc Hòa, Vĩnh Hải.

huyện Long Phú
1. Thành lập thị trấn Đại Ngãi thuộc huyện Long Phú trên cơ sở toàn bộ 791,35 ha diện tích tự nhiên và 10.141 nhân khẩu của xã Đại Ngãi.
2. Huyện Long Phú có 26.382,27 ha diện tích tự nhiên và 112.994 nhân khẩu; có 11 đơn vị hành chính trực thuộc, gồm thị trấn Long Phú, thị trấn Đại Ngãi và các xã: Trường Khánh, Phú Hữu, Hậu Thạnh, Song Phụng, Long Đức, Châu Khánh, Tân Thạnh, Tân Hưng, Long Phú.
3. Tỉnh Sóc Trăng có 331.234,32 ha diện tích tự nhiên và 1.289.441 nhân khẩu; có 11 đơn vị hành chính trực thuộc, gồm thành phố Sóc Trăng, thị xã Vĩnh Châu và các huyện: Cù Lao Dung, Kế Sách, Châu Thành, Long Phú, Mỹ Tú, Mỹ Xuyên, Ngã Năm, Thạnh Trị, Trần Đề.

### Năm 2013: Nghị quyết số 87/NQ-CP ngày 19 tháng 7
Nghị quyết số 87/NQ-CP ngày 19 tháng 7 năm 2013 của Chính phủ về việc thành lập thị trấn An Lạc Thôn thuộc huyện Kế Sách, tỉnh Sóc Trăng:
huyện Kế Sách
1. Thành lập thị trấn An Lạc Thôn thuộc huyện Kế Sách trên cơ sở toàn bộ 2.015,71 ha diện tích tự nhiên và 11.390 nhân khẩu của xã An Lạc Thôn.
2. Địa giới hành chính thị trấn An Lạc Thôn: Đông giáp xã Phong Nẫm, huyện Kế Sách, tỉnh Sóc Trăng và xã Lục Sỹ Thành, huyện Trà Ôn, tỉnh Vĩnh Long; Tây giáp xã Xuân Hòa, huyện Kế Sách, tỉnh Sóc Trăng và thị trấn Mái Dầm, huyện Châu Thành, tỉnh Hậu Giang; Nam giáp các xã Trinh Phú, An Lạc Tây, huyện Kế Sách; Bắc giáp thị trấn Mái Dầm, huyện Châu Thành, tỉnh Hậu Giang.
3. Sau khi thành lập thị trấn An Lạc Thôn, huyện Kế Sách có 35.287,61 ha diện tích tự nhiên và 159.562 nhân khẩu, 13 đơn vị hành chính cấp xã, gồm thị trấn Kế Sách, thị trấn An Lạc Thôn và 11 xã: An Lạc Tây, Phong Nẫm, An Mỹ, Thới An Hội, Ba Trinh, Trinh Phú, Xuân Hòa, Nhơn Mỹ, Kế Thành, Kế An, Đại Hải.

### Năm 2013: Nghị quyết số 113/NQ-CP ngày 29 tháng 12
Nghị quyết số 113/NQ-CP ngày 29 tháng 12 năm 2013 thành lập thị xã Ngã Năm, tỉnh Sóc Trăng:
thị xã Ngã Năm
1. Thành lập thị xã Ngã Năm trên cơ sở toàn bộ 24.224,35 ha diện tích tự nhiên, 84.022 nhân khẩu, 8 đơn vị hành chính cấp xã của huyện Ngã Năm.
2. Thành lập Phường 1 thuộc thị xã Ngã Năm trên cơ sở toàn bộ 1.955,9 ha diện tích tự nhiên, 17.221 nhân khẩu của thị trấn Ngã Năm.
3. Thành lập Phường 2 thuộc thị xã Ngã Năm trên cơ sở toàn bộ 4.476,63 ha diện tích tự nhiên, 18.103 nhân khẩu của xã Long Tân
4. Thành lập Phường 3 thuộc thị xã Ngã Năm trên cơ sở toàn bộ 3.370,6 ha diện tích tự nhiên, 8.390 nhân khẩu của xã Vĩnh Biên
5. Địa giới hành chính thị xã Ngã Năm: Đông giáp huyện Mỹ Tú và huyện Thạnh Trị, tỉnh Sóc Trăng; Bắc giáp huyện Long Mỹ, tỉnh Hậu Giang.

- Sau khi thành lập thị xã Ngã Năm và 3 phường trực thuộc:

1. Thị xã Ngã Năm có 24.224,35 ha diện tích tự nhiên, 84.022 nhân khẩu, 08 đơn vị hành chính cấp xã, gồm 3 phường: 1, 2, 3 và 5 xã: Vĩnh Quới, Mỹ Quới, Mỹ Bình, Tân Long, Long Bình.
2. Tỉnh Sóc Trăng có 331.164,25 ha diện tích tự nhiên, 1.326.740 nhân khẩu, 11 đơn vị hành chính cấp huyện, gồm thành phố Sóc Trăng, thị xã Vĩnh Châu, thị xã Ngã Năm và các huyện: Châu Thành, Cù Lao Dung, Kế Sách, Long Phú, Mỹ Tú, Mỹ Xuyên, Thạnh Trị, Trần Đề với 109 đơn vị hành chính cấp xã gồm: 80 xã, 17 phường, 12 thị trấn.

### Năm 2024: Nghị quyết số 1105/NQ-UBTVQH15 ngày 23 tháng 7
Nghị quyết số 1105/NQ-UBTVQH15 ngày 23 tháng 7 năm 2024 về việc sắp xếp đơn vị hành chính cấp xã thuộc tỉnh Sóc Trăng:
1. Sáp nhập toàn bộ 5,31 km² diện tích tự nhiên và quy mô dân số là 10.887 người của Phường 9 vào Phường 1 có 0,29 km² diện tích tự nhiên và quy mô dân số là 6.587 người.
2. Phường 1 thuộc thành phố Sóc Trăng có 5,6 km² diện tích tự nhiên và quy mô dân số 17.474 nhân khẩu.
3. Thành phố Sóc Trăng có 9 phường: 1, 2, 3, 4, 5, 6, 7, 8, 10.
4. Tỉnh Sóc Trăng có 11 đơn vị hành chính cấp huyện, bao gồm: 1 thành phố, 2 thị xã và 8 huyện; 108 đơn vị hành chính cấp xã, bao gồm: 80 xã, 16 phường và 12 thị trấn.

Ngày 12 tháng 6 năm 2025, Quốc hội ban hành Nghị quyết số 202/2025/QH15 về việc sắp xếp đơn vị hành chính cấp tỉnh (nghị quyết có hiệu lực từ ngày 12 tháng 6 năm 2025). Theo đó, sáp nhập tỉnh Sóc Trăng vào thành phố Cần Thơ.